# Kandieng
Kandieng es uno de los seis distritos que forman la provincia camboyana de Pursat, con una población estimada en marzo de 2008 de 58 066 habitantes. Está dividido en las siguientes  comunas (khum), que se muestran asimismo con población estimada de 2008:
- Anlong Vil 4,793
- Kandieng 5,694
- Kanhchor 8,509
- Kaoh Chum 6,857
- Reang Til 4,721
- Srae Sdok 10,954
- Svay Luong 5,771
- Sya 5,985
- Veal 4,782[1]